# Wietnam

Region Wietnamu

Wietnam, Socjalistyczna Republika Wietnamu (wiet. Việt Nam, Cộng hòa xã hội chủ nghĩa Việt Nam, wymowaⓘ) − państwo w Azji Południowo-Wschodniej, położone na Półwyspie Indochińskim i graniczące z Chińską Republiką Ludową, Laosem i Kambodżą. Ma ponad 102 mln mieszkańców i jest piętnastym co do wielkości populacji państwem świata.

## Ustrój polityczny
Konstytucja została uchwalona 15 kwietnia 1992. Zgromadzenie Narodowe składa się z 498 posłów (458 członków Komunistycznej Partii Wietnamu, 40 posłów niezależnych). Powołuje rząd i prezydenta.
Według Amnesty International rządząca partia stosuje masowe represje wobec opozycji, ograniczane są wolność słowa i zgromadzeń. Według uciekinierów więźniowie są wykorzystywani do pracy przymusowej. Powszechne są naruszenia praw pracowniczych i praw człowieka.

## Podział administracyjny
Wietnam podzielony jest na 58 prowincji (wiet. tỉnh), które dzielą się na dystrykty (huyện), miasta prowincjonalne (thành phố trực thuộc tỉnh) oraz miasta (thị xã). Obok prowincji w Wietnamie istnieje 5 kontrolowanych centralnie miast wydzielonych (thành phố trực thuộc trung ương) o statusie równym prowincji.
Prowincje oraz miasta wydzielone pogrupowane są na 8 regionów:
- Północno-Zachodni (Tây Bắc)
- Północno-Wschodni (Đông Bắc)
- Delty Rzeki Czerwonej (Đồng Bằng Sông Hồng)
- Wybrzeża Północno-Środkowego (Bắc Trung Bộ)
- Wybrzeża Południowo-Środkowego (Nam Trung Bộ)
- Płaskowyżu Centralnego (Tây Nguyên)
- Południowo-Wschodni (Đông Nam Bộ)
- Delty Mekongu (Đồng Bằng Sông Cửu Long)

## Geografia
Powierzchnia Wietnamu wynosi około 331 210 km². Długość granic kraju to 4639 km. Najwyższą górą jest Phan Xi Păng 3143 m n.p.m., najdłuższa rzeka to Rzeka Czerwona (450 km na terytorium Wietnamu).

### Klimat
Ze względu na znacznie rozciągnięty w kierunku południkowym kształt terytorium i specyficzne ukształtowanie terenu w Wietnamie wyróżnia się kilka stref klimatycznych. Według klasyfikacji klimatu Köppena klimat Tonkinu zalicza się do wilgotnych podzwrotnikowych. W Wietnamie środkowym na północ od przełęczy Hải Vân i na południu kraju (półwysep Cà Mau, delta Mekongu) występuje klimat zwrotnikowy wilgotny, w odmianie monsunowej. Klimat Wietnamu Środkowego, na południe od przełęczy Hải Vân, zalicza się do klimatu zwrotnikowego z porami suchą i deszczową (typ sawanna). Znacząco różnicuje to sezonową atrakcyjność turystyczną poszczególnych regionów.

### Długość granic
- całkowita: 4639 km[2]
  - z Kambodżą 1228 km
  - z Chinami 1281 km
  - z Laosem 2130 km

### Największe miasta

Ho Chi Minh

- Ho Chi Minh (wcześniej Sajgon)
- Hanoi
- Hajfong
- Đà Nẵng
- Nha Trang
- Quy Nhơn
- Huế
- Bạc Liêu

### Rzeki
- Rzeka Czerwona
- Mekong
- Rzeka Czarna
- Mã
- Đồng Nai

### Masywy górskie
- Hoàng Liên Sơn
- Trường Sơn

## Historia

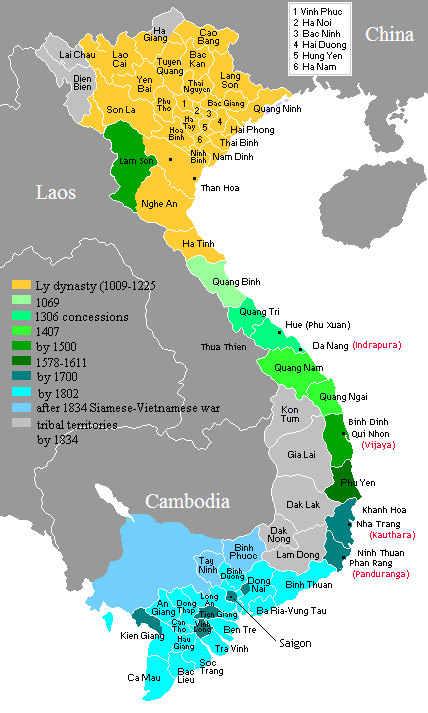
Nam tiến − Wietnamski Marsz na Południe

Pierwsze protopaństwo wietnamskie powstało w I tysiącleciu p.n.e. na północy Wietnamu. Văn Lang założone zostało przez plemiona Lạc Việt. W drugiej połowie III wieku p.n.e. Văn Lang podbite zostało przez lud Tây Âu i włączone do sąsiedniego królestwa Âu Lạc. Âu Lạc upadło w drugim wieku przed naszą erą gdy zostało podbite przez dynastię Qin z Chin. Na skutek podboju Wietnamczycy znaleźli się w cywilizacyjnym kręgu Chin. W okresie rządów chińskich doszło do kilku powstań, które w VII wieku naszej ery poskutkowały czasowym odrodzeniem się państwowości wietnamskiej. W X wieku Wietnamczycy wyzwolili się spod chińskiego państwa i utworzyli odrębne państwo Đại Cồ Việt, które zdołało ochronić swoją niepodległość przed Chinami oraz narzucić panowanie Czampie. W XIII wieku Wietnam odparł najazdy mongolskie. Na początku XV wieku kraj został na krótko zajęty przez Chińczyków, którzy opuścili go na skutek powstania. Od początku XVI wieku umacniały się w Wietnamie wpływy europejskie. W połowie XIX wieku Francja przypuściła atak na Wietnam, a pod koniec wieku kraj wraz z Kambodżą i Laosem został włączony w skład Indochin Francuskich. Po I wojnie światowej nasiliły się tendencje niepodległościowe. W 1927 powstała związana z Kuomintangiem Narodowa Partia Wietnamu, natomiast w 1930 roku Komunistyczna Partia Wietnamu, na czele której przez wiele lat stał Hồ Chí Minh. W 1930 doszło do nieudanego antyfrancuskiego powstania. Po nieudanym powstaniu przewagę w ruchu antykolonialnym zyskali komuniści.
W czasie II wojny światowej kolaboracyjny względem III Rzeszy rząd Francji Vichy zawarł porozumienie z Japonią, na mocy którego w 1940 zezwolono na stacjonowanie wojsk japońskich na północy Wietnamu. W 1941 rozszerzono japońską kontrolę wojskową na cały obszar Indochin, zachowano przy tym francuską administrację kolonialną. W tym samym roku z inicjatywy Hồ Chí Minha powołano niepodległościową organizację partyzancko-polityczną Việt Minh, która zdobyła wsparcie ze stron Chin i Stanów Zjednoczonych. W 1945 Việt Minh zorganizował ogólnonarodowe powstanie antyjapońskie, w wyniku którego utworzony przez ruch oporu Komitet Wyzwolenia Narodowego Wietnamu ogłosił utworzenie Demokratycznej Republiki Wietnamu. 6 marca 1946 w Paryżu, rządy Demokratycznej Republiki Wietnamu i Republiki Francuskiej podpisały porozumienie, uznając Wietnam Północny za państwo wolne, z własnym rządem, parlamentem i wojskiem, ale stanowiące część indochińskiej Unii Francuskiej. Na południu kraju z kolei Francja przywróciła swoją administrację.
Po wkroczeniu wojsk francuskich do Hanoi doszło do incydentu pomiędzy żołnierzami francuskimi a wietnamskimi w Hajfongu, efektem czego było wysunięcie przez Francję żądania przekazania portu. Wobec braku odpowiedzi osiem dni później wojska francuskie zajęły port siłą zabijając kilka tysięcy osób i w nocy z 19 na 20 listopada 1946 obaliły rząd Hồ Chí Minha. Komuniści wycofali się z miast i przystąpili do pierwszych uderzeń odwetowych. Działania Francji wsparte zostały przez USA, które zapewniło Francuzom nalot na pozycje Việt Minhu za pomocą bombowców. Wsparcie to nie przydało się jednak na tyle, na ile spodziewali się tego Francuzi, a wojska kolonialne zaczęły ponosić kolejne straty. Francuskie Siły Zbrojne ustąpiły ostatecznie z północnego Wietnamu w 1954 po przegranej bitwie pod Dien Bien Phu, która oznaczała koniec kolonialnego statusu Wietnamu.

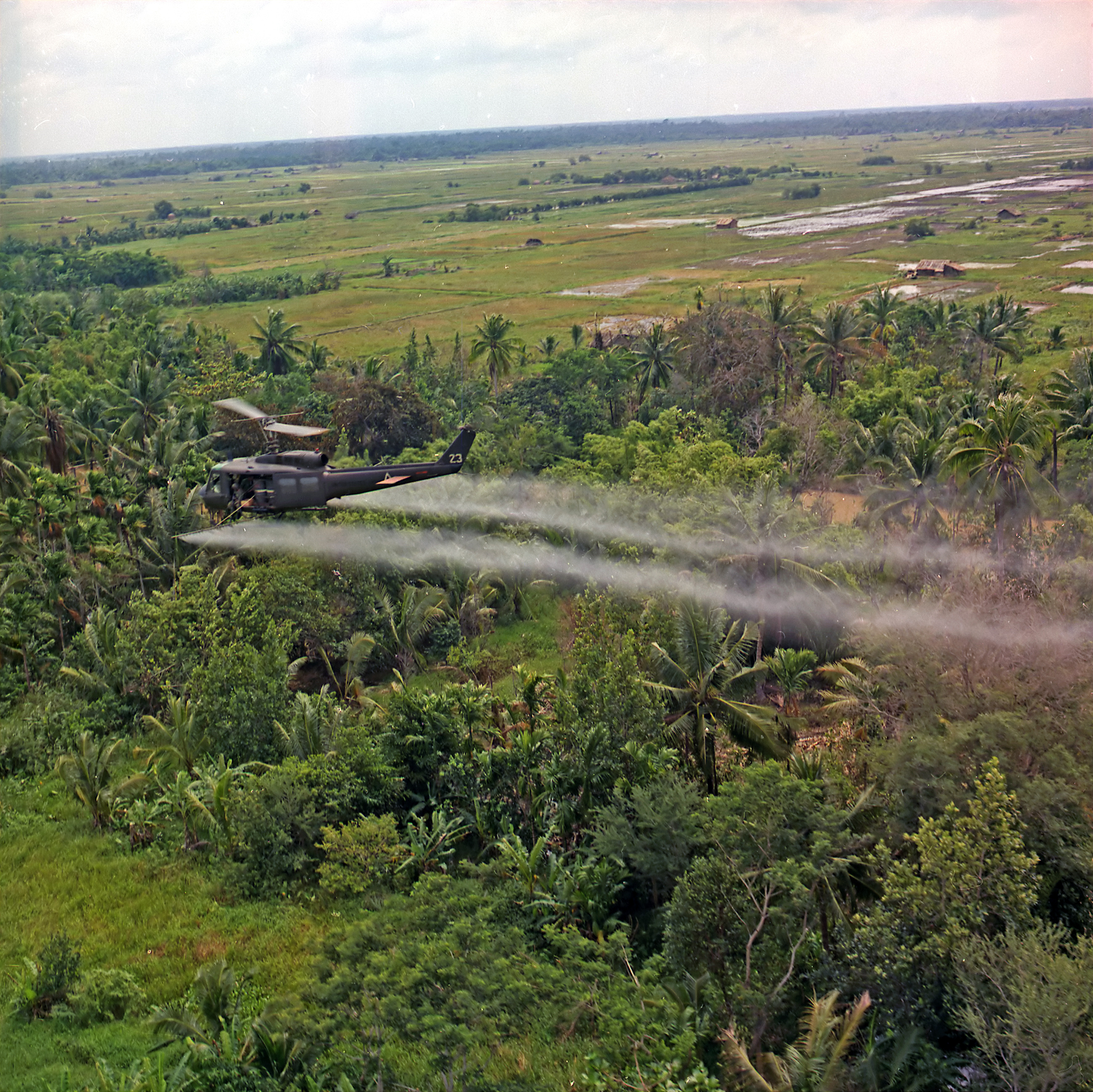
Rozpylanie defoliantów w delcie Mekongu w czasie wojny w Wietnamie

Na mocy porozumień genewskich z 1954 Wietnam został tymczasowo podzielony wzdłuż 17. równoleżnika. Na północy powstało socjalistyczne państwo, a na południu niekomunistyczne państwo pod nazwą Republika Wietnamu pod rządami marionetkowego cesarza Bảo Đạia, którego w 1955 odsunął od władzy jego premier Ngô Đình Diệm, stając się prezydentem z woli Amerykanów. W wyniku porozumień z Genewy na rok 1956 zalecono przeprowadzenie wyborów, w których rozstrzygnąć się miała przyszłość państwa. Wybory nie odbyły się jednak, gdyż południowy rząd Ngô Đình Diệma wycofał się z pomysłu ich organizacji obawiając się wyborczej porażki. Umocnienie władzy przez Ngô na południu zdestabilizowało ponownie sytuację w kraju i pod koniec lat 50. na terenie południowego Wietnamu utworzona została lewicowa partyzantka Vietcong, wsparta przez komunistyczny rząd na północy. Ngô Đình Diệm nie radził sobie z postępującym rozkładem państwa, a ponadto wszedł w konflikt ze stanowiącymi większość mieszkańców kraju buddystami, czego źródłem był jego fanatyczny katolicyzm. Represje wobec buddystów spowodowały utratę przez Ngô poparcia Stanów Zjednoczonych. W 1963 CIA zorganizowała pucz, w wyniku którego rząd Południa zastąpiono jeszcze bardziej uzależnionym od woli amerykańskiego rządu. Utworzenie nowego rządu umożliwiło interwencję wojsk amerykańskich w Wietnamie Południowym. Wojska amerykańskie rozpoczęły akcje przeciwko lewicowym partyzantom, co wywołało II wojnę indochińską. Wojska amerykańskie i południowowietnamskie nie były w stanie konkurować z oddziałami Wietkongu, który w 1969 powołał Tymczasowy Rząd Rewolucyjny Wyzwolenia Wietnamu Południowego. W 1975 wojna zakończyła się zwycięstwem sił Wietkongu. Przejęcie władzy na południu przez Wietkong umożliwiło w 1976 utworzenie zjednoczonej Socjalistycznej Republiki Wietnamu.
W 1978 wojska wietnamskie dokonały interwencji w rządzonej przez Czerwonych Khmerów Kambodży. W wyniku interwencji Wietnamczycy obalili reżim Pol Pota, jednak interwencja spowodowała pogorszenie relacji z Chinami, które popierały Czerwonych Khmerów, a w konsekwencji wybuch trwającej miesiąc wojny chińsko-wietnamskiej. Ciągłe konflikty osłabiły wietnamską gospodarkę, co w latach 80. XX w. skłoniło rząd wietnamski do liberalnych reform gospodarczych, w ramach których dokonano dekolektywizacji rolnictwa i pozwolono na zagraniczne inwestycje oraz prywatną działalność gospodarczą. W kolejnej dekadzie doszło do normalizacji stosunków z Chinami i Stanami Zjednoczonymi. W 1995 Wietnam został członkiem Stowarzyszenia Narodów Azji Południowo-Wschodniej.

## Gospodarka

### Produkt krajowy brutto
Według danych Ministerstwa Finansów Socjalistycznej Republiki Wietnamu w 2013 PKB wyniósł 3 694 100 mld đồngów (tj. około 174 mld USD).

### Rolnictwo

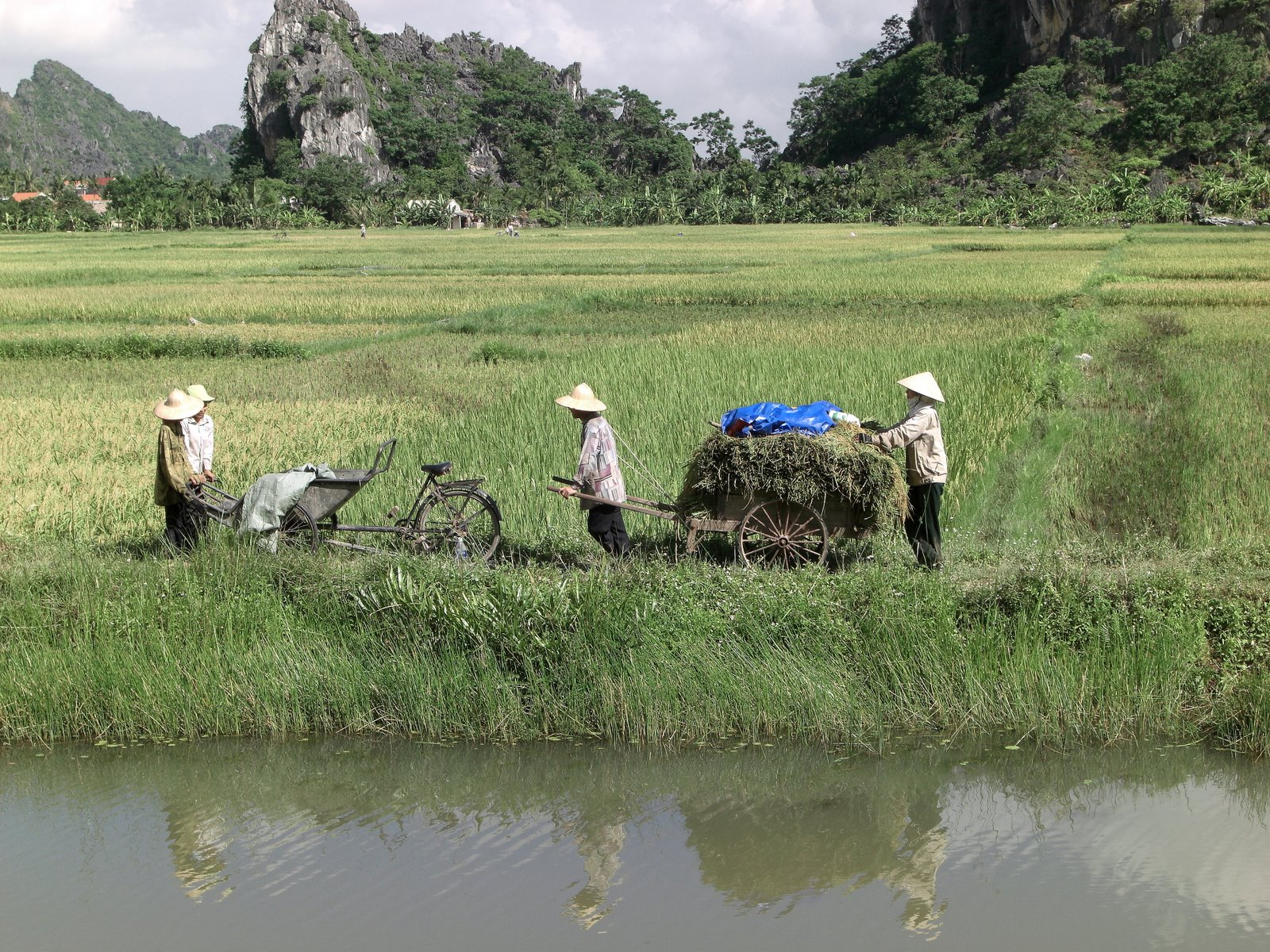
Prowincja Ninh Bình

Wietnam jest drugim państwem na świecie (po Brazylii) pod względem uprawy kawy. Słynie także z upraw ryżu, herbaty, ananasów i tytoniu.
3 lutego 1994 roku USA zniosły embargo handlowe, co wpłynęło pozytywnie na wzrost produkcji i eksportu wietnamskiego na rynkach światowych.
Rybołówstwo (w 2005 r. 1,9 mln ton ryb, mięczaków i skorupiaków, z tego 1,8 mln ton złowionych na Pacyfiku).

Dynamicznie rozwija się akwakultura: ryby (np. panga, tilapia, wężogłów), krewetki, mięczaki. Eksport krewetek przyniósł wietnamskiej gospodarce narodowej w 2007 roku 1,5 mld dolarów przychodów, eksport pangi kolejne 979 mln dolarów.

### Przemysł
Wytwarzanie żelaza i stali, maszynowy, chemiczny i cementowy, obuwniczy i odzieżowy.

### Emisja gazów cieplarnianych
Emisja równoważnika dwutlenku węgla z Wietnamu wyniosła w 1990 roku prawie 100 Mt, z czego zaledwie 20,187 Mt stanowiła emisja dwutlenku węgla. Trochę mniejsza była emisja podtlenku azotu, natomiast za przytłaczającą większość emisji odpowiadała emisja metanu. W przeliczeniu na mieszkańca emisja wyniosła wówczas 296 kg dwutlenku węgla, a w przeliczeniu na 1000 dolarów PKB 204 kg. Od tego czasu emisje podtlenku azotu i metanu nieco rosną, natomiast emisja dwutlenku węgla rośnie w szybkim tempie, z ewentualnymi kilkuletnimi zahamowaniami. Różne branże gospodarki mają podobny udział w emisjach. W 2018 emisja dwutlenku węgla pochodzenia kopalnego wyniosła 271,474 Mt, a w przeliczeniu na mieszkańca 2,813 t i w przeliczeniu na 1000 dolarów PKB 430 kg.

### Turystyka
W 2015 roku kraj ten odwiedziło 7,944 mln turystów (0,9% więcej niż w roku poprzednim), generując dla niego przychody na poziomie 7,301 mld dolarów.

## Siły zbrojne
Wietnam dysponuje trzema rodzajami sił zbrojnych: siłami lądowymi, marynarką wojenną oraz siłami powietrznymi. Wojska wietnamskie liczą 412 tys. żołnierzy zawodowych oraz 5,04 mln rezerwistów. Według rankingu Global Firepower (2023) wietnamskie siły zbrojne stanowią 19. siłę militarną na świecie, z rocznym budżetem na cele obronne w wysokości 6,237 mld dolarów (USD).

## Ludność

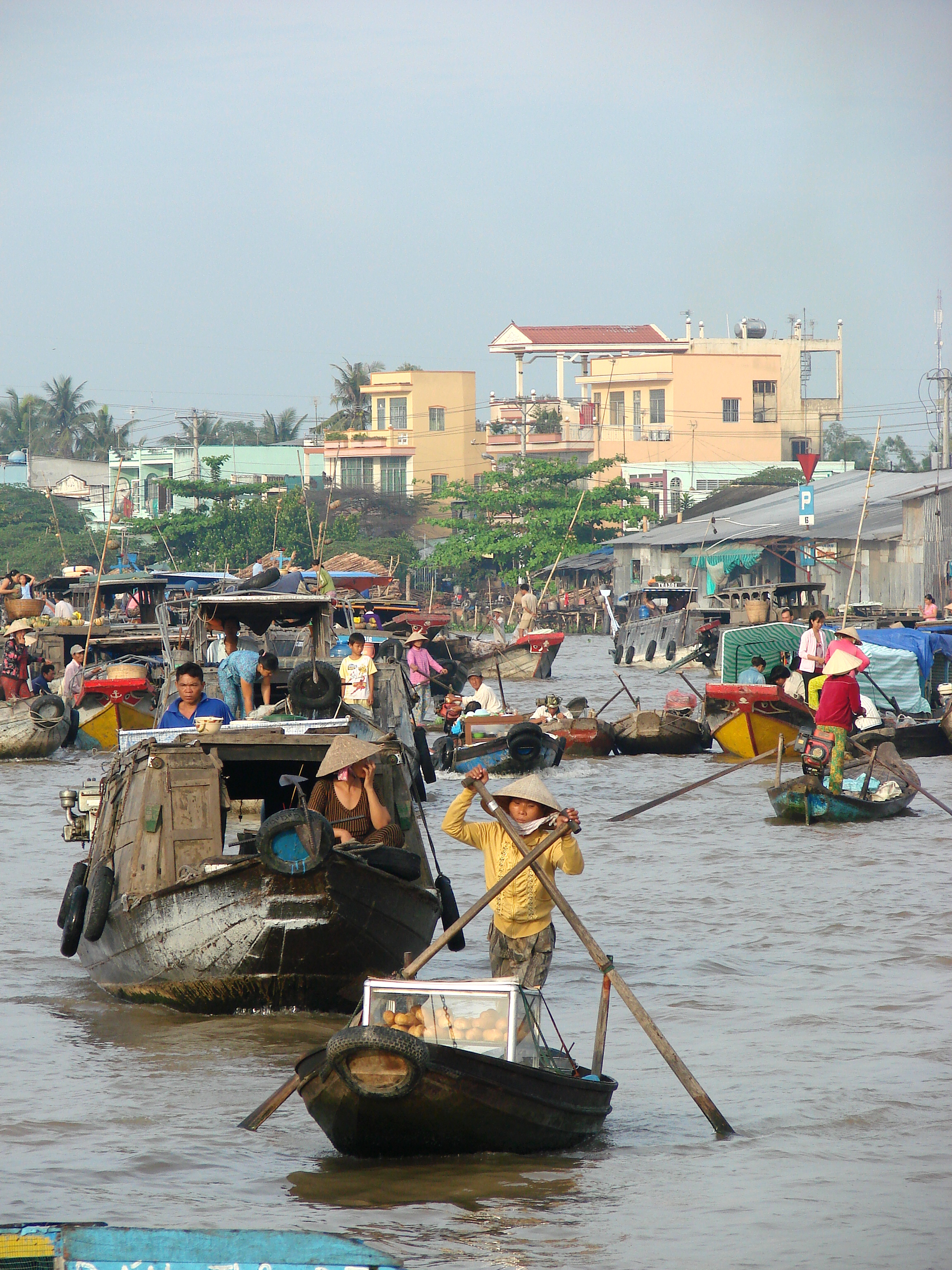
Wodny bazar na Mekongu w Cần Thơ

Wietnam jest krajem wielonarodowościowym w wyniku wielowiekowych migracji plemiennych, trwających jeszcze w XX wieku. Rdzenni Wietnamczycy (Kinh) stanowią 85% mieszkańców kraju, są ludnością zamieszkałą głównie na nizinach, o długoletniej tradycji rolniczej, osiadłą w deltach Rzeki Czerwonej i Mekongu, na nizinach nadmorskich oraz w miastach i przywiązaną do miejsca pochodzenia swoich rodów. Ponad 10% mieszkańców to grupy plemienne, zwłaszcza żyjące w górach, należące do 53 narodowości, ukształtowanych w procesach różnorodnych migracji (głównie ekonomicznych i obyczajowych), o dużej rozpiętości poziomu cywilizacyjnego. Najliczniejsze z nich to: Tày (ok. 1,5 mln osób), Thái (1,3 mln), Mường (1,1 mln) – mieszkają głównie w północnej części kraju; Chińczycy (0,9 mln) – przeważnie w miastach oraz na pograniczu chińskim; Khmerowie (1,1 mln) – w delcie Mekongu i wzdłuż granicy z Kambodżą; oraz Nung (0,9 mln), Hmong (0,7 mln), Dao (0,6 mln). Pod względem językowym narodowości Wietnamu reprezentują rodziny: austroazjatycką (Kinh, Khmerowie, Mường i inne), chińsko-tybetańską (Hoa), austronezyjską (Czamowie, Gia Rai i inne). Język wietnamski należy do rodziny języków austroazjatyckich.

## Religia
Struktura religijna w 2019 roku, według World Christian Database:
- buddyzm – 50%, Osobny artykuł: Hòa Hảo. Budda Maitreja
- brak religii – 18,2%

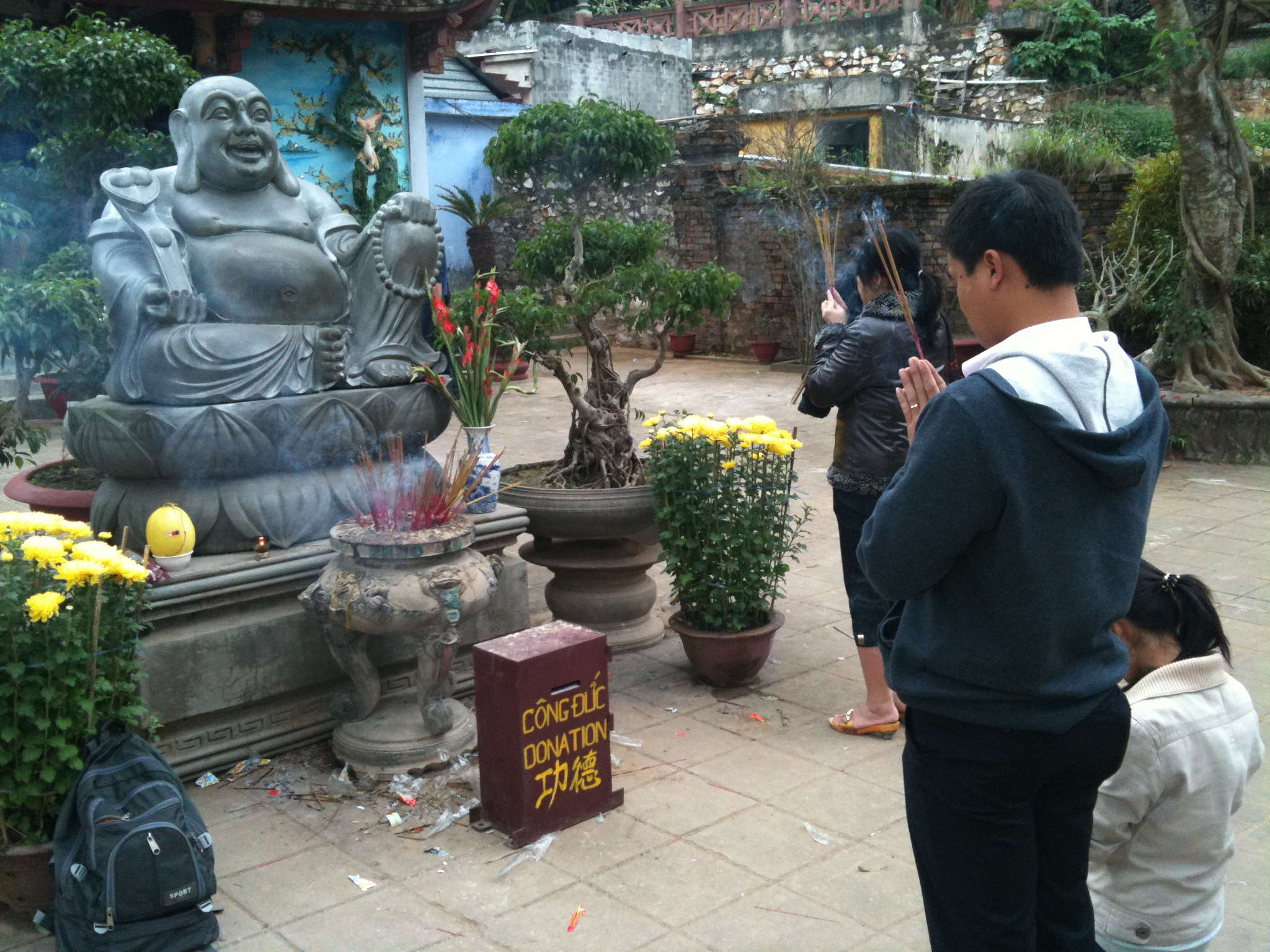
Budda Maitreja

- tradycyjne religie plemienne – 10,3%,
- chrześcijaństwo – 9,0%:
  - katolicyzm – 7,3%, Osobny artykuł: Podział administracyjny Kościoła katolickiego w Wietnamie.
  - ewangelikalizm – 1,7%, Osobne artykuły: Kościół Ewangeliczny w Wietnamie i Zbory Boże w Wietnamie.
- bahaizm – 0,44%,
- islam – 0,17%,
- hinduizm – 0,06%,
- inne religie – 11,9%.

## Sztuki walki
- Việt Võ Đạo

## Galeria

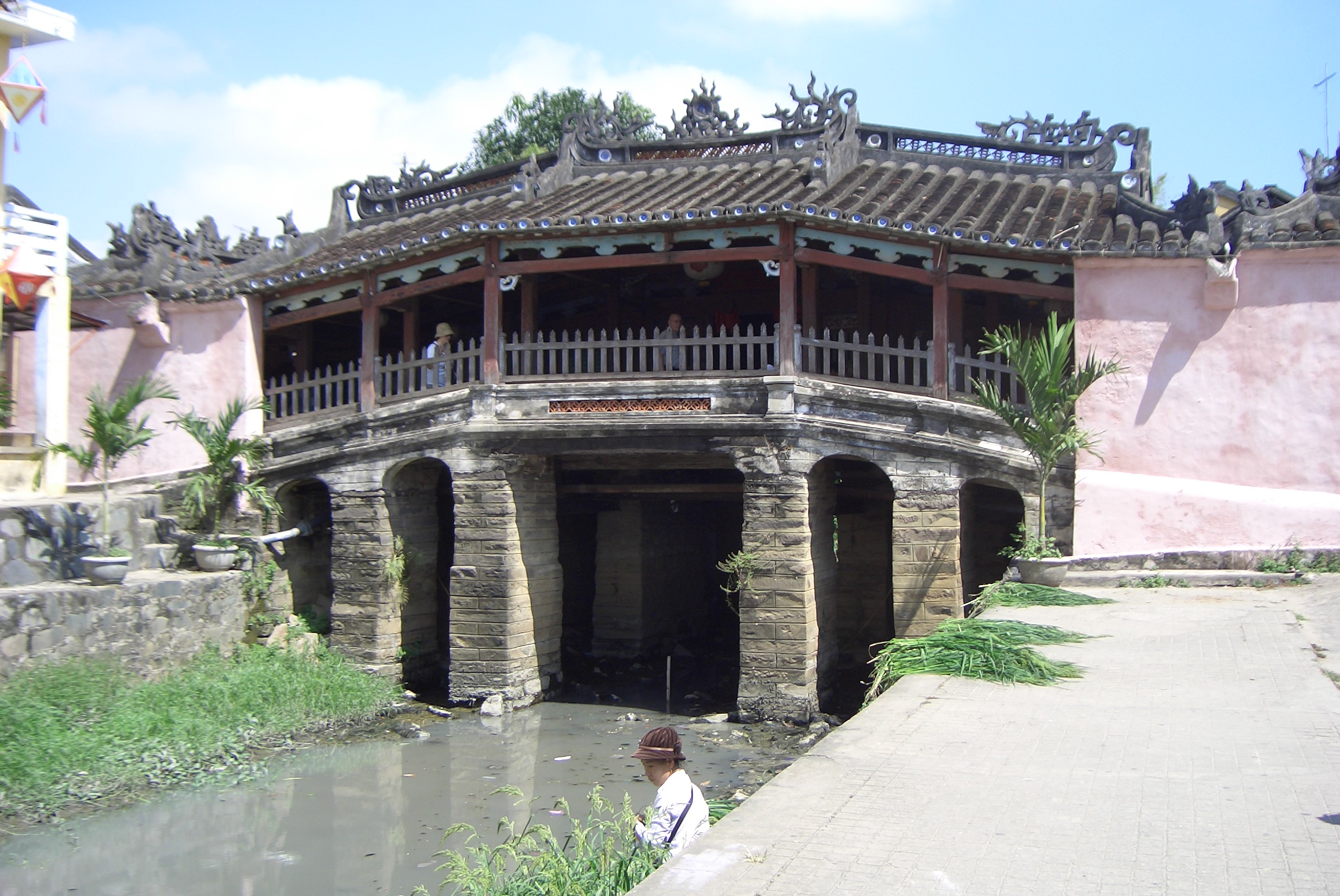
Hội An
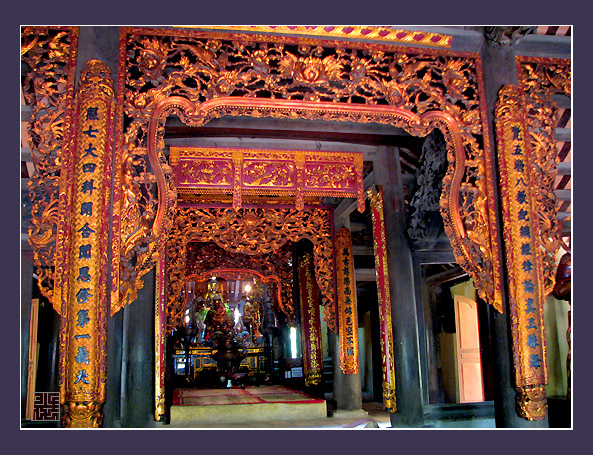
Pagoda Côn Sơn
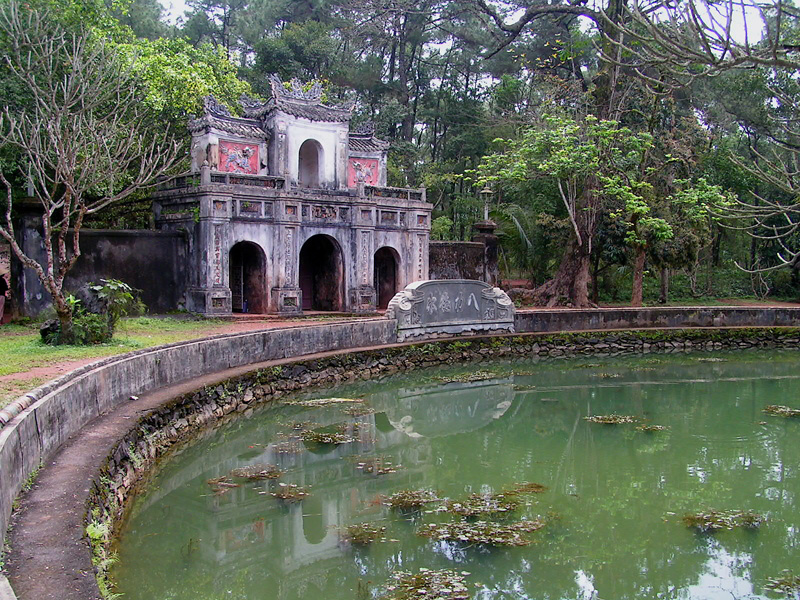
Pagoda Từ Hiếu
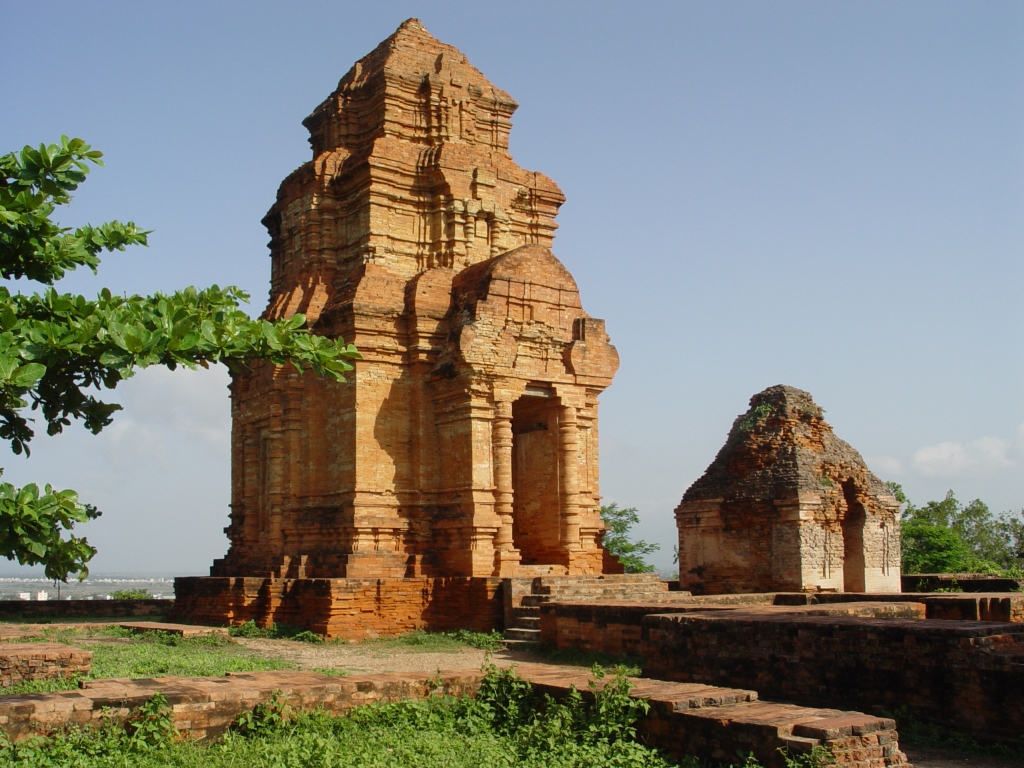
Phan Thiết
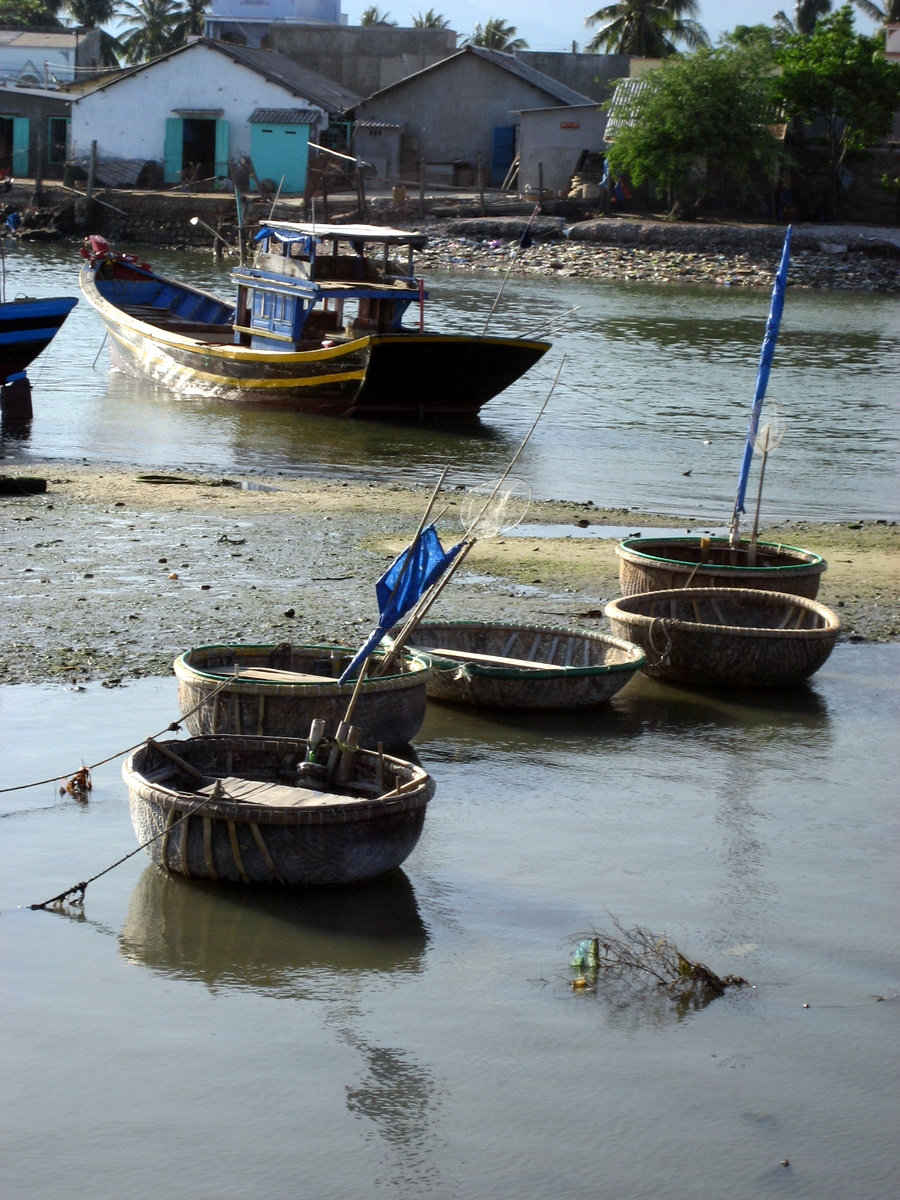
Wietnamskie łodzie rybackie, typu korakli
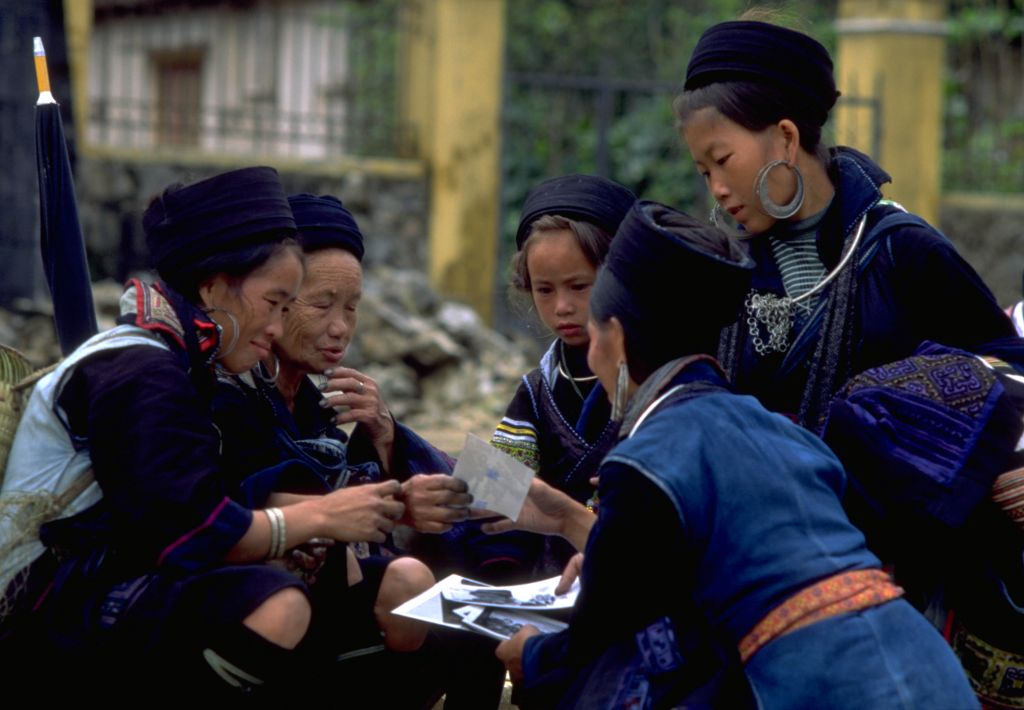
Grupa etniczna hmong
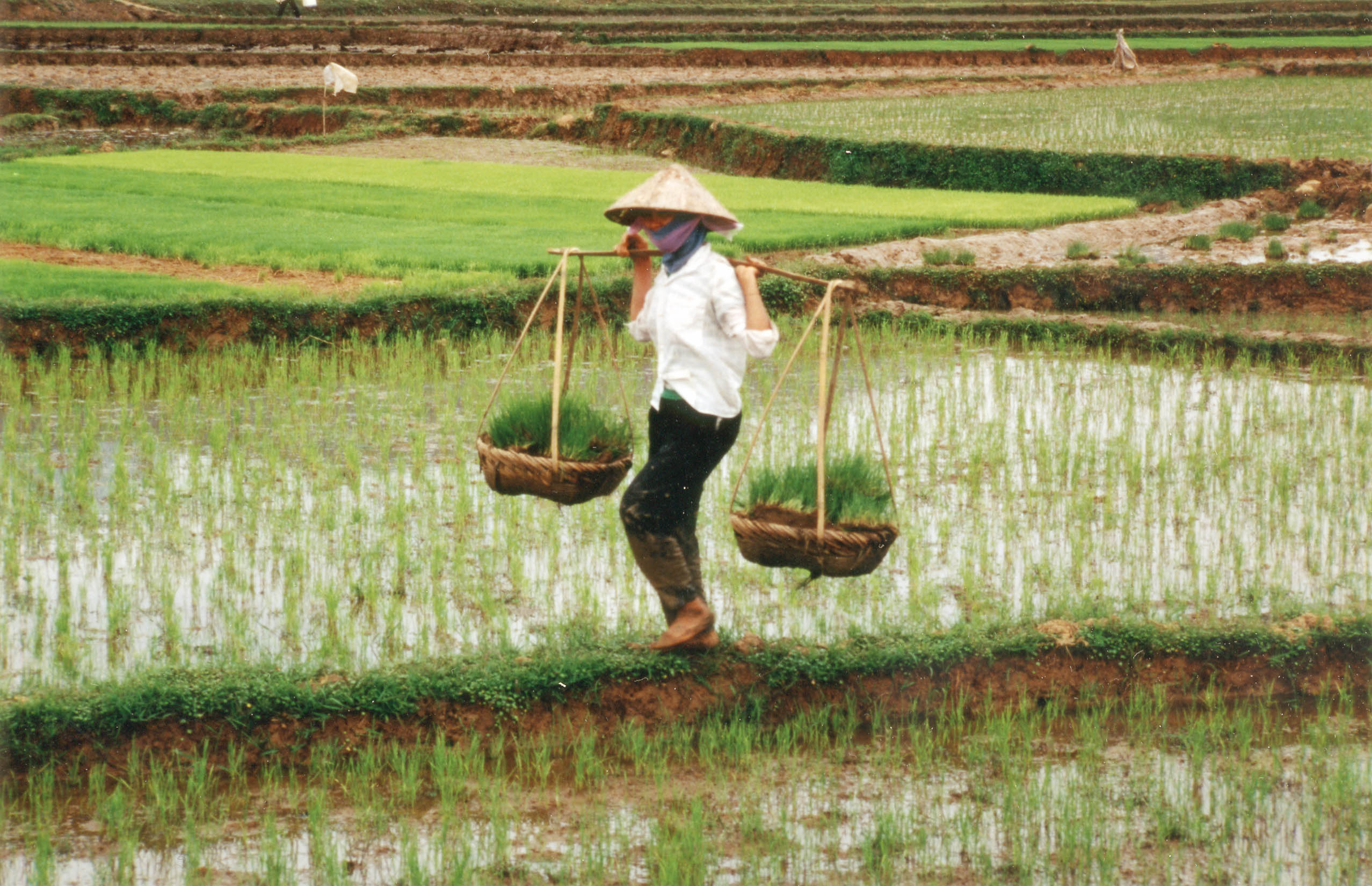
Rolnik wietnamski
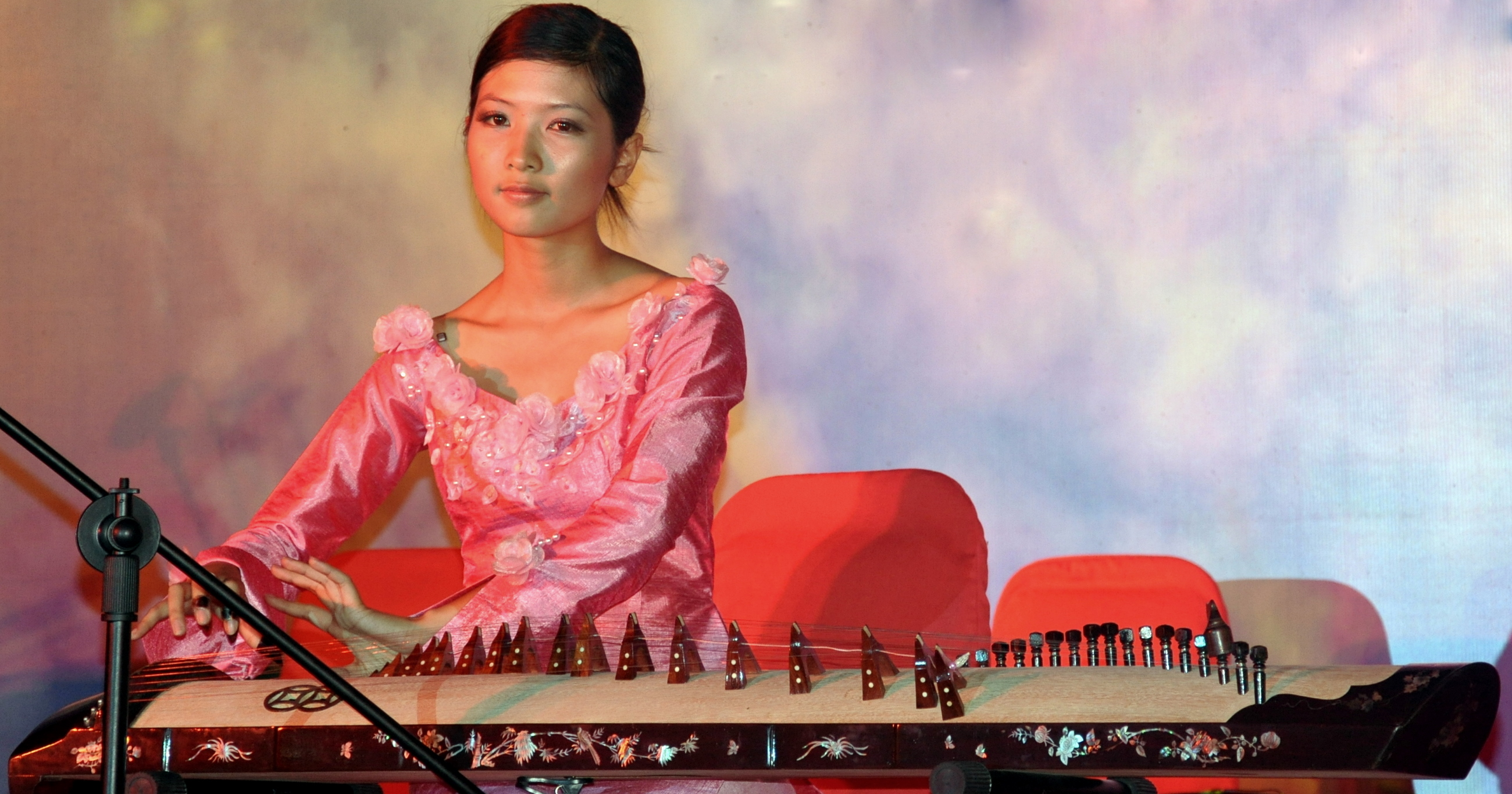
Artystka wietnamska grająca na đàn tranh
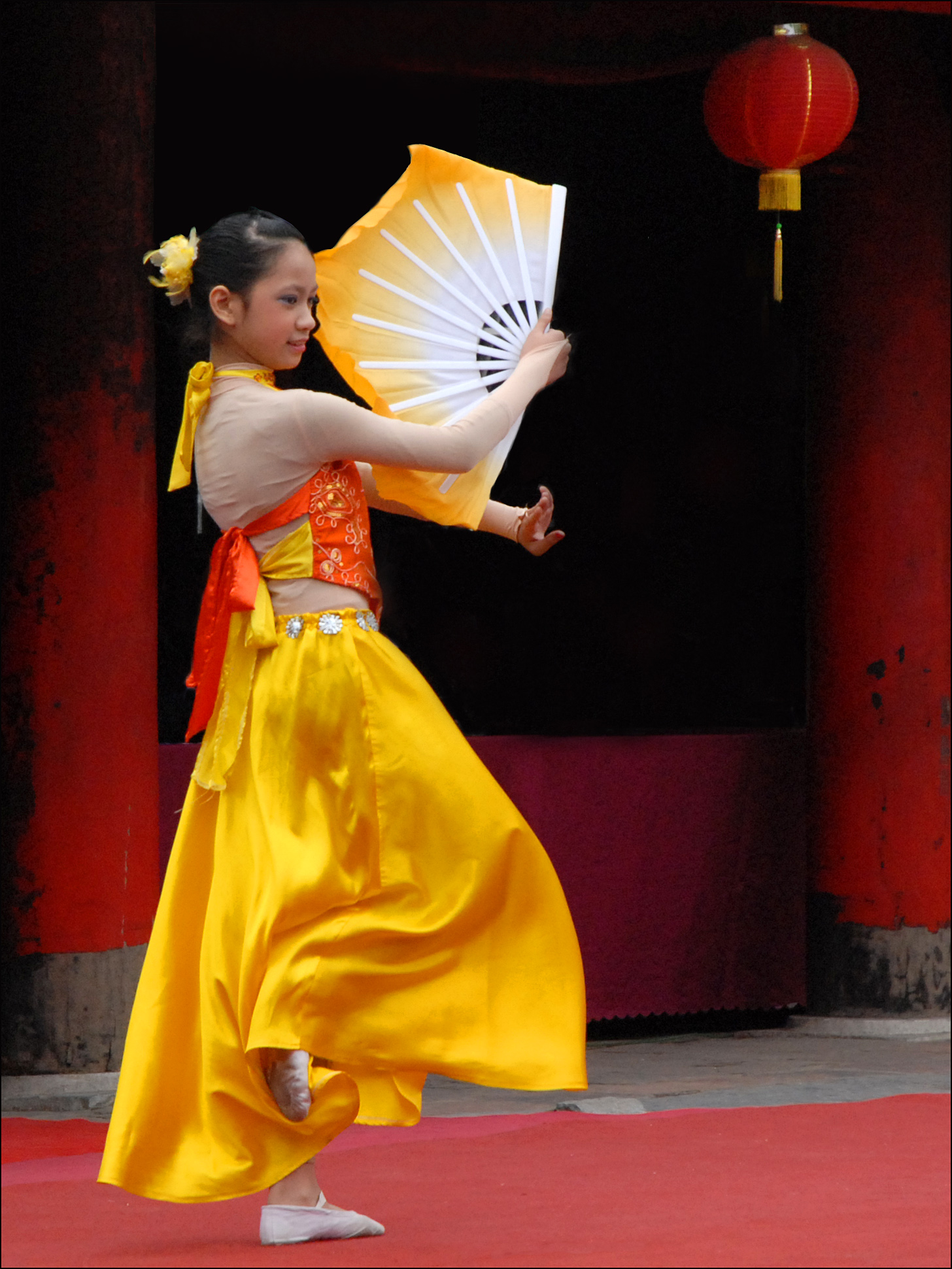
Tancerka wietnamska
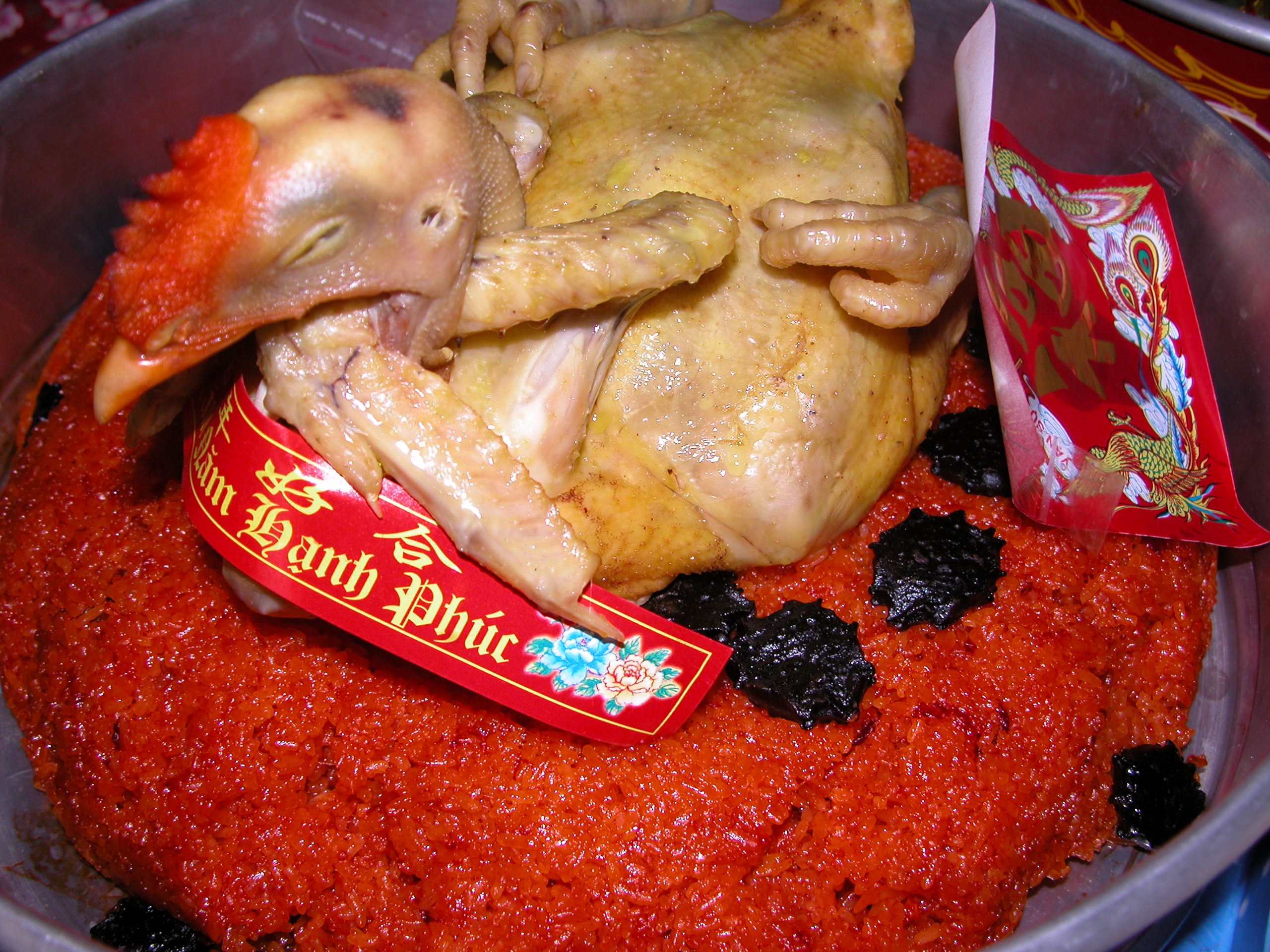
Ryż kleisty
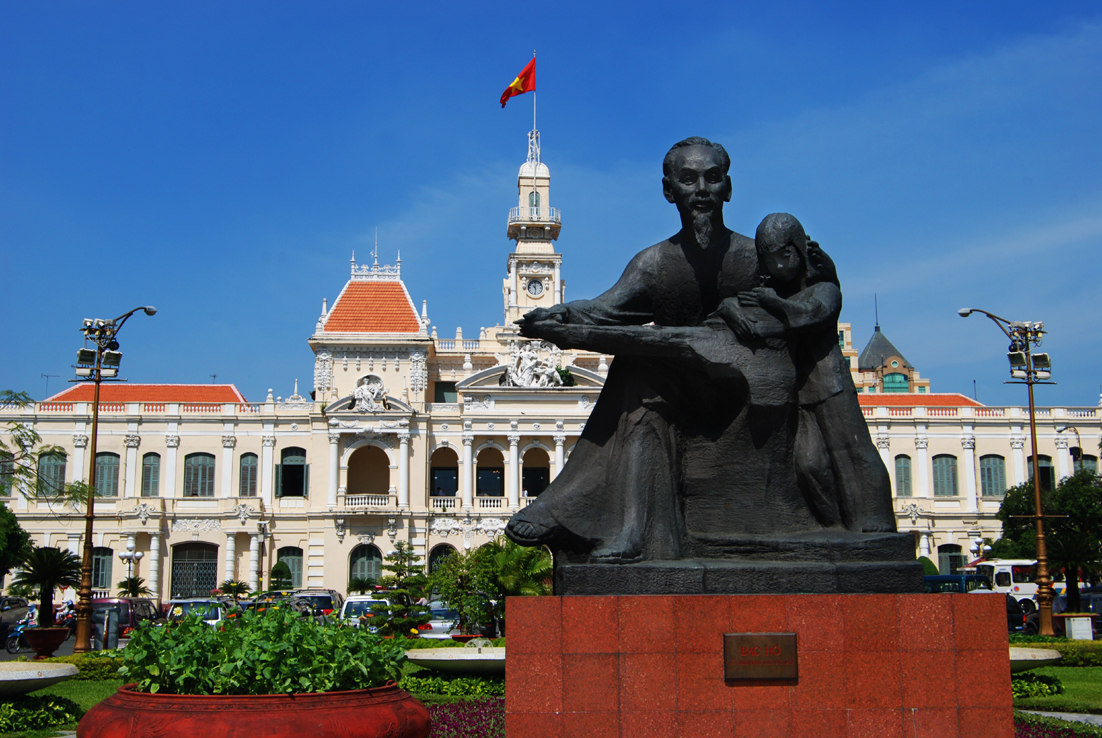
Hồ Chí Minh
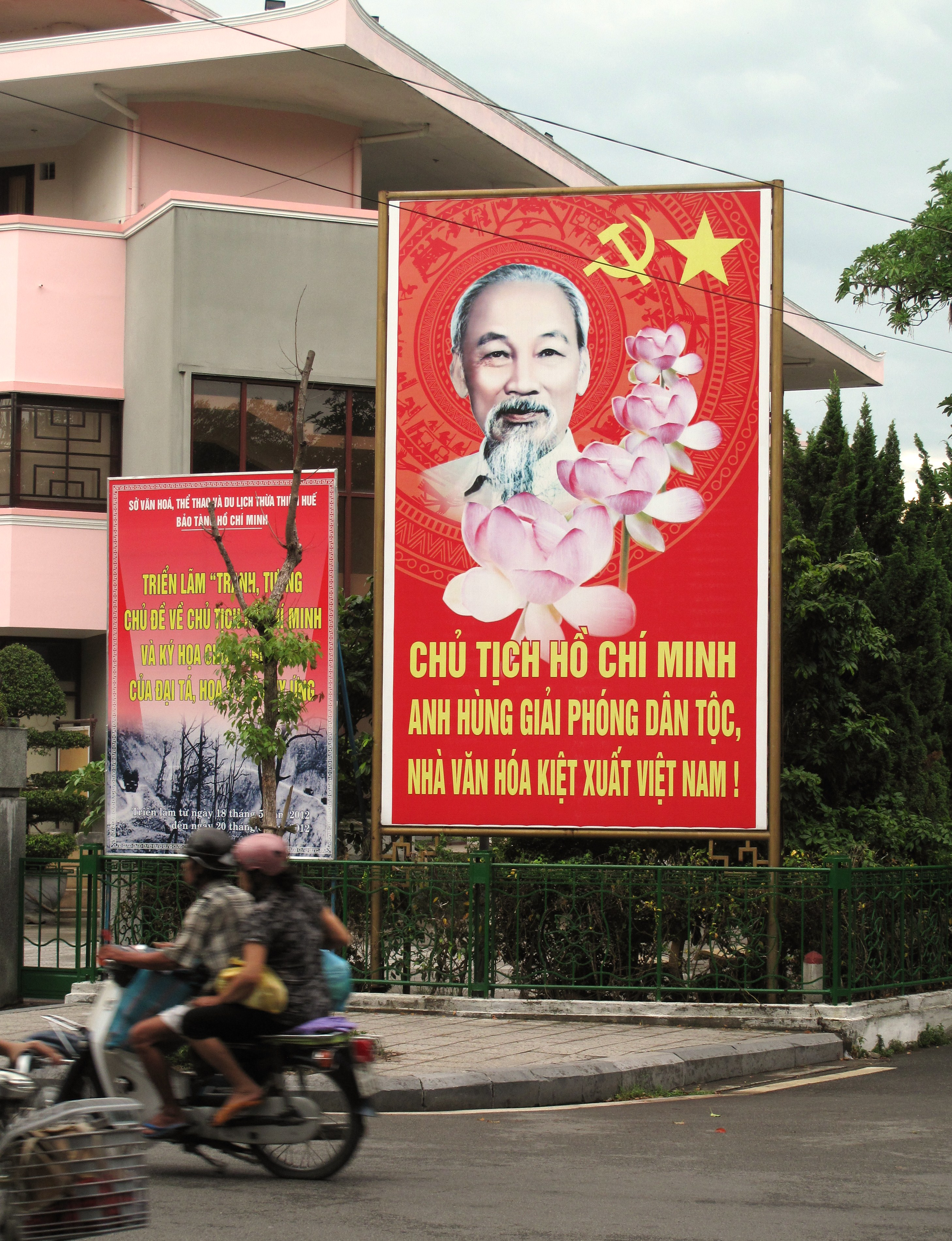
Huế